# Tafelmusik Baroque Orchestra
Das Tafelmusik Baroque Orchestra ist ein kanadisches Ensemble der historischen Aufführungspraxis.

## Geschichte
Es wurde 1979 gegründet, hat seinen Stammsitz in Toronto und besteht aus 18 ständigen Mitgliedern, die fallweise durch weitere Musiker ergänzt werden. Alle Orchestermitglieder sind Spezialisten für historische Aufführungspraxis. Unter der Leitung von Jeanne Lamon hat Tafelmusik seit 1981 bei seinen häufigen Konzerttourneen und durch seine Aufnahmen internationale Anerkennung gefunden.
Tafelmusik ist im Durchschnitt zehn Wochen im Jahr auf Konzerttournee in Kanada, den USA, Europa und Asien. Das Orchester spielt regelmäßig in den bedeutendsten Konzertsälen Europas, u. a. im Concertgebouw in Amsterdam, im Wiener Musikverein und im Barbican Centre in London. Von 1993 bis 2011 reiste Tafelmusik jährlich zum Festival Klang & Raum im schwäbischen Kloster Irsee, wo es als Festivalorchester unter der Leitung von Bruno Weil zu hören war.
Seit der Saison 2017 ist die aus Italien stammende Geigerin Elisa Citterio musikalische Leiterin des Ensembles.